# Portland Trail Blazers 1977-1978
La stagione 1977-78 dei Portland Trail Blazers fu l'8ª nella NBA per la franchigia.
I Portland Trail Blazers vinsero la Pacific Division della Western Conference con un record di 58-24. Nei play-off persero la semifinale di conference con i Seattle SuperSonics (4-2).

## Roster
| N° | Naz.                   | Ruolo | Sportivo       | Anno | Alt. | Peso |
| -- | ---------------------- | ----- | -------------- | ---- | ---- | ---- |
| 10 | Stati Uniti (bandiera) | A     | Corky Calhoun  | 1950 | 201  | 95   |
| 13 | Stati Uniti (bandiera) | G     | Dave Twardzik  | 1950 | 185  | 79   |
| 14 | Stati Uniti (bandiera) | G     | Lionel Hollins | 1953 | 191  | 84   |
| 15 | Stati Uniti (bandiera) | GA    | Larry Steele   | 1949 | 196  | 82   |
| 16 | Stati Uniti (bandiera) | G     | Johnny Davis   | 1955 | 188  | 77   |
| 20 | Stati Uniti (bandiera) | AC    | Maurice Lucas  | 1952 | 206  | 98   |
| 23 | Stati Uniti (bandiera) | GA    | T.R. Dunn      | 1955 | 193  | 87   |
| 24 | Stati Uniti (bandiera) | A     | Willie Norwood | 1947 | 201  | 100  |
| 25 | Stati Uniti (bandiera) | AC    | Tom Owens      | 1949 | 208  | 98   |
| 30 | Stati Uniti (bandiera) | GA    | Bob Gross      | 1953 | 198  | 91   |
| 32 | Stati Uniti (bandiera) | AC    | Bill Walton    | 1952 | 211  | 95   |
| 36 | Stati Uniti (bandiera) | AC    | Lloyd Neal     | 1950 | 201  | 102  |
| 42 | Stati Uniti (bandiera) | A     | Wally Walker   | 1954 | 201  | 86   |
| 44 | Stati Uniti (bandiera) | A     | Jacky Dorsey   | 1954 | 201  | 104  |
| 54 | Stati Uniti (bandiera) | C     | Dale Schlueter | 1945 | 208  | 102  |

## Staff tecnico
- Allenatore: Jack Ramsay
- Vice-allenatore: Jack McKinney